# Barberiïta
La barberiïta és un mineral de la classe dels halurs. Rep el seu nom de Franco Barberi, professor de vulcanologia de la Universitat de Pisa, qui va promoure els estudis de l'illa Vulcano.

## Característiques
La barberiïta és un halur de fórmula química (NH₄)[BF₄]. Cristal·litza en el sistema ortoròmbic. Es troba en forma d'agregats globulars d'uns 2 mil·límetres; rarament forma cristalls en forma de plaques pseudohexagonals, d'unes 300 micres. La seva duresa a l'escala de Mohs és 1. Es descompon en l'aire humit. Segons la classificació de Nickel-Strunz, la barberiïta pertany a «03.CA: Halurs complexos, borofluorurs» juntament amb la ferruccita i l'avogadrita.

## Formació i jaciments
Formada degut a l'activitat fumaròlica, i és estable només en temperatures entre 200 i 600 °C. Va ser descoberta l'any 1994 al cràter La Fossa, a Vulcano (Illes Eòlies, Itàlia). També se n'ha trobat a la mina Anna (Rin del Nord-Westfàlia, Alemanya), i a Ravat (Província de Sughd, Tadjikistan). Sol trobar-se associada a altres minerals com: sofre, esfalerita, sassolita, salmiac, realgar, malladrita, galenobismutita, cannizzarita o bismutinita.